# Неманя Гудель
Неманя Гудель (серб. Nemanja Gudelj / Немања Гудељ, нар. 16 листопада 1991, Белград) — сербський футболіст, півзахисник клубу «Севілья» та національної збірної Сербії.

## Клубна кар'єра
Неманя Гудель народився в Белграді, де в той час його батько, Небойша, виступав за місцевий «Партизан». Коли у 1997 році батько перейшов у нідерландський клуб «НАК Бреда», його сім'я переїхала до цього голландського міста. Там Неманя розпочав займатись футболом у місцевій команді «Беймер», а 2001 року і сам став гравцем академії НАКа.
У липні 2009 підписав перший професійний контракт із клубом «НАК Бреда». 15 серпня 2010 року відбувся в матчі проти «Утрехта» його дебют за основний склад. У першому ж сезоні за клуб з Бреди Гудель провів 29 ігор, а загалом за три сезони взяв участь у 79 матчах чемпіонату, при цьому в останньому з них Неманя виступав під керівництвом батька.

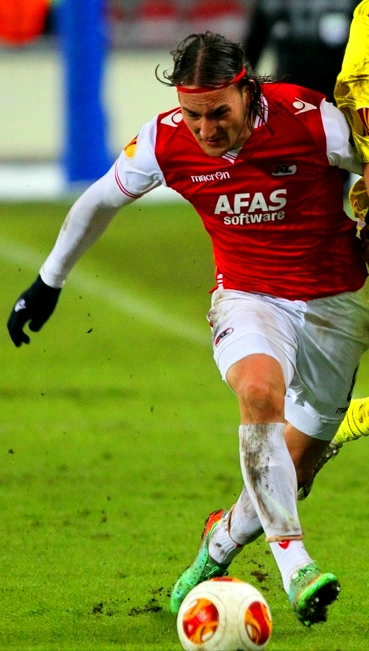
Неманя Гудель під час виступів за АЗ. 2014 рік.

13 червня 2013 року оголосили про перехід серба в АЗ за 3 млн євро, підписавши 4-річний контракт. У новій команді Гудель провів два сезони, зігравши 88 матчів у всіх турнірах і дебютував у єврокубках.
6 травня 2015 року Неманя підписав п'ятирічний контракт з амстердамським «Аяксом», який заплатив за гравця 6 млн євро. При цьому амстердамський клуб запросив до клубу й інших членів родини серба — батько Небойша став скаутом клубу, орієнтуючись головним чином на гравців з Балкан та Сербії, а молодший брат Неманьї Драгиша був переведений з академії НАКа в «Аякс». Дебют Неманьї в новому клубі відбувся 29 липня в матчі Ліги чемпіонів проти віденського «Рапіда». Після вдалого першого сезону, під час якого гравець зіграв 46 матчів у всіх турнірах, у другому клуб очолив Петер Бош, що не бачив серба в основному складі. Наприкінці 2016 року через конфлікт з тренером Гуделя передали в молодіжну команду, і йому дозволили знайти собі новий клуб у зимове трансферне вікно.
Хоча деякі європейські клуби були зацікавлені, Гудель вирішив продовжити свою кар'єру в Китаї. Пропозиція «Тяньцзінь Теда» була надто привабливою для сербського футболіста. За інформацією ЗМІ, він заробив п'ять мільйонів євро на рік у новому клубі, не рахуючи бонусів, тоді як «Аякс» отримав 5,5 мільйона євро.
28 січня 2018 року серб перейшов в інший китайський клуб «Гуанчжоу Евергранд» і вже в лютому виграв свій перший трофей — Суперкубок Китаю, в якому відіграв увесь матч, втім, уже в липні гравця виключили із заявки клубу через обмеження кількості іноземних гравців. Через це 23 серпня 2018 року Гуделя віддали в оренду на сезон у португальський «Спортінг».

## Виступи за збірні
2009 року дебютував у складі юнацької збірної Сербії, взяв участь у 9 іграх на юнацькому рівні, відзначившись одним забитим голом.
Протягом 2010—2012 років залучався до складу молодіжної збірної Сербії. На молодіжному рівні зіграв у 14 офіційних матчах, забив 2 голи.
5 березня 2014 року дебютував в офіційних іграх у складі національної збірної Сербії у товариському матчі проти збірної Ірландії (2:1), замінивши наприкінці гри Антоніо Рукавину.
| Дата       | Місто          | Господарі | Результат | Гості    | Турнір            | Голи | Примітки |
| ---------- | -------------- | --------- | --------- | -------- | ----------------- | ---- | -------- |
| 5-3-2014   | Дублін         | Ірландія  | 1 – 2     | Сербія   | товариський матч  | -    | 89'      |
| 26-5-2014  | Гаррісон       | Ямайка    | 1 – 2     | Сербія   | товариський матч  | -    |          |
| 1-6-2014   | Бриджв'ю       | Панама    | 1 – 1     | Сербія   | товариський матч  | -    | 18'      |
| 6-6-2014   | Сан-Паулу      | Бразилія  | 1 – 0     | Сербія   | товариський матч  | -    | 81'      |
| 7-9-2014   | Белград        | Сербія    | 1 – 1     | Франція  | товариський матч  | -    | 60'      |
| 11-10-2014 | Єреван         | Вірменія  | 1 – 1     | Сербія   | Відбір до ЧЄ 2016 | -    | 74'      |
| 14-10-2014 | Белград        | Сербія    | 0 – 3     | Албанія  | Відбір до ЧЄ 2016 | -    |          |
| 14-11-2014 | Белград        | Сербія    | 1 – 3     | Данія    | Відбір до ЧЄ 2016 | -    | 66'      |
| 18-11-2014 | Ханья          | Греція    | 0 – 2     | Сербія   | товариський матч  | 1    | 82'      |
| 7-9-2015   | Бордо          | Франція   | 2 – 1     | Сербія   | товариський матч  | -    | 56'      |
| 13-11-2015 | Млада-Болеслав | Чехія     | 4 – 1     | Сербія   | товариський матч  | -    | 69'      |
| 5-9-2016   | Белград        | Сербія    | 2 – 2     | Ірландія | Відбір до ЧС 2018 | -    |          |
| 6-10-2016  | Кишинів        | Молдова   | 0 – 3     | Сербія   | Відбір до ЧС 2018 | -    |          |
| 9-10-2016  | Белград        | Сербія    | 3 – 2     | Австрія  | Відбір до ЧС 2018 | -    | 78'      |
| 12-11-2016 | Кардіфф        | Уельс     | 1 – 1     | Сербія   | Відбір до ЧС 2018 | -    | 88'      |
| 15-11-2016 | Харків         | Україна   | 2 – 0     | Сербія   | товариський матч  | -    |          |
| 24-3-2017  | Тбілісі        | Грузія    | 1 – 3     | Сербія   | Відбір до ЧС 2018 | -    | 71'      |
| 11-6-2017  | Белград        | Сербія    | 1 – 1     | Уельс    | Відбір до ЧС 2018 | -    | 63'      |
| 2-9-2017   | Белград        | Сербія    | 3 – 0     | Молдова  | Відбір до ЧС 2018 | -    |          |
| 5-9-2017   | Дублін         | Ірландія  | 0 – 1     | Сербія   | Відбір до ЧС 2018 | -    | 81'      |
| 9-10-2017  | Белград        | Сербія    | 1 – 0     | Грузія   | Відбір до ЧС 2018 | -    |          |
| 10-11-2017 | Гуанчжоу       | КНР       | 0 – 2     | Сербія   | товариський матч  | -    |          |
| 10-10-2019 | Крушеваць      | Сербія    | 1 – 0     | Парагвай | товариський матч  | -    | 66'      |
| 14-10-2019 | Вільнюс        | Литва     | 1 – 2     | Сербія   | Відбір до ЧЄ 2020 | -    | 85'      |
| Усього     |                | Матчів    | 24        |          | Голів             | 1    |          |

## Досягнення
- Володар Суперкубка Китаю (1):

«Гуанчжоу Евергранд Таобао»: 2018
- Володар Кубка португальської ліги (1):

Спортінг (Лісабон): 2019
- Володар Кубок Португалії (1):

Спортінг (Лісабон): 2019
- Володар Ліги Європи (2):

«Севілья»: 2019-20, 2022-23